# 龙沙镇 (石柱县)
龙沙镇，是中华人民共和国重庆市石柱土家族自治县下辖的一个乡镇级行政单位。

## 行政区划
龙沙镇下辖以下地区：
油房社区、石岭社区、大沙社区、老林村、青龙村、中海村、永丰村和长坪村。